# Jastrebov
Jastrebov je priimek več oseb:
- Ilija Ivanovič Jastrebov, sovjetski general
- Ivan Sergijevič Jastrebov ?
- Ivan Stepanovič Jastrebov, ruski diplomat, etnograf, zgodovinar